# Павел Воробеј
Павел Александрович Воробеј (рус. Павел Александрович Воробей — Минск, 10. септембар 1997) професионални је белоруски хокејаш на леду који игра на позицији одбрамбеног играча.
Члан је сениорске репрезентације Белорусије за коју је на међународној сцени дебитовао на светском првенству 2017. године. 